# Seeley (motorfiets)
Seeley is een Brits historisch merk van motorfietsen. De bedrijfsnaam was: Colin Seeley Ltd., later Colin Seeley Racing Developments Ltd. en Seeley Frames Ltd., Belvedere, (Kent).
De voormalige zijspanracer Colin Seeley (1936-2020) had een motorzaak in Belvedere (Londen). In 1960 besloot hij met zijn werknemer en vriend Wally Rawlings te gaan deelnemen aan races in de zijspanklasse. Ze waren tamelijk succesvol. Met BMW-motoren eindigden ze in het WK-seizoen 1964 en het WK-seizoen 1966 als derde in de eindstand. 

## Wegrace in de jaren zestig
Halverwege de jaren zestig was de MV Agusta 500 4C oppermachtig in de 500cc-wegrace. In het WK-seizoen 1965 werd Mike Hailwood wereldkampioen met zo'n machine, terwijl zijn teamgenoot Giacomo Agostini tweede werd. Voor privérijders was er weinig eer te behalen. De enige beschikbare productieracers waren de Norton 30M Manx en de Matchless G50, die beide al in 1962 uit productie gegaan waren. Het kwam er op neer dat vrijwel het hele 500cc-veld in het seizoen 1965 bestond uit verouderde machines van Norton en Matchless. De Norton had een vrij goed frame, het door Rex McCandless ontwikkelde Featherbed frame, dat dateerde uit 1949, maar wel doorontwikkeld was. De Matchless G50 was gemonteerd in het frame van de 350cc-AJS 7R. (AJS, Matchless en Norton waren eigendom van Associated Motor Cycles). Het AJS/Matchless-frame stuurde minder goed dan dat van Norton. 

## Seeley-AJS en Seeley-Matchless
| - Seeley Mk I: Syd Mizen en Derek Minter hadden hun races gereden met het eerste Seeley-frame, de Mk I, een dubbel wiegframe. Toen Minter overstapte naar Norton werd zijn plaats ingenomen door John Blanchard en later door John Cooper, die er erg succesvol mee was. - Seeley Mk II: In 1967 presenteerde Seeley een nieuw frame, de Mk II. Het was herkenbaar aan de ronde bochten bij het scharnierpunt bij de achtervork. Om gewicht te besparen was het ook opgebouwd uit lichtere buizen. Het was ook makkelijker te produceren dan het Mk I-frame. - Seeley Mk III: In 1968 volgde het Mk III-frame, ontworpen door Eddie Robinson. Het week sterk af van zijn voorgangers, doordat de buizen vanaf het balhoofd onder het blok door ontbraken. Het was dus meer een brugframe geworden. Er liepen nu diagonale buizen van het balhoofd naar het scharnierpunt van de achtervork, die achter het balhoofd de horizontale buizen (voor het dragen van tank en zadel en de bevestiging van de schokdempers) kruisten. De horizontale buizen waren daarvoor iets naar buiten gebogen. Deze constructie maakte het veel eenvoudiger om het motorblok in- en uit te bouwen. - Seeley Mk IV: In 1972 werd voor het QUB-project van Gordon Blair het Mk IV-frame gebouwd. Hierbij kruisten de framebuizen elkaar niet meer. De bovenbuizen liepen rechtstreeks naar de bovenkant van de achterschokbrekers, de diagonale buizen rechtstreeks naar het scharnierpunt van de achtervork. De machines met het Mk IV-frame hadden schijfremmen, een telescoopvork uit eigen huis en een zeer lange megafoonuitlaat die door Gordon Blair was ontwikkeld. - Zwaardere frames: Toen de AJS- en Matchless rond 1970 verdwenen van de circuits, richtte Seeley zich vaak op de bouw van frames voor de zware Japanse superbikes. Daarvoor maakte hij maatwerk voor elk type. Dat waren bijna altijd weer wiegframes die afweken van de Mk III en Mk IV-frames. De motorfietsen waren te zwaar en ook te sterk voor deze frames. |

In 1966 racete Syd Mizen met een door Seeley's motorzaak gesponsorde Matchless G50. Tijdens het seizoen besloot Colin Seeley het originele frame van Mizen's machine te vervangen door een eigen exemplaar. Seeley's bouwfilosofie was een sterke verbinding te maken tussen het balhoofd en het scharnierpunt van de achtervork. Associated Motor Cycles, eigenaar van o.a. Matchless en AJS, zag wel iets in de frames van Seeley. Het bood voor de 350cc-klasse de AJS 7R en voor de 500cc-klasse de Matchless G50 aan. Dit waren redelijk populaire racers, maar ze misten de stuurkwaliteiten van het featherbed frame van de Norton 40M en 30M Manx-racers. De machines die werden voorzien van een Seeley-frame werden verkocht als Seeley-AJS en Seeley-Matchless.

## Seeley als eigen merk

### Seeley 7R en Seeley G50
In september 1966 ging AMC failliet. Het werd overgenomen door Dennis Poore, die al eigenaar was van Villiers en die nu ook Norton, Matchless, AJS, James en Francis-Barnett onder zich kreeg. Zo ontstond Norton-Villiers. Poore richtte zich vooral op de ontwikkeling en verkoop van de Norton Commando de andere merken verdwenen. Colin Seeley wist de hand te leggen op de restvoorraden van de AJS 7R, Matchless G50 en Norton Manx. Hij verkocht de Norton-spullen door aan John Tickle en bracht zijn 350- en 500cc-modellen uit onder de simpele naam "Seeley". Zo ontstonden de Seeley 7R en de Seeley G50. Omdat Seeley ook de rechten op de bouw van de motorblokken bezat kon hij deze machines nog jaren leveren, maar begin jaren zeventig kreeg de 350cc-7R sterke concurrentie van de Yamaha TR 2 en de Aermacchi Ala d’Oro 350. De G50 kreeg concurrentie van de Kawasaki H 1 R en de Suzuki T 500.

### Seeley Condor G50
Seeley had een Amerikaanse importeur, de Ross Seeley Racing Company van ex-piloot David Ross. Ross zag de opkomende populariteit van caféracers in de Verenigde Staten, maar hij had geen andere aanbiedingen dat de Seeley 7R- en G50-racers. Hij vroeg Seeley in 1970 om een streetlegal-versie van de G50 te bouwen. Seeley zag daar aanvankelijk niets in, maar vooral zijn ouderwetse eencilinders werden in races overschaduwd door de Japanse tweetakten. Seeley kon zijn racers nauwelijks meer slijten en ging in op de vraag van Ross. De ontwikkeling kostte Seeley slechts een maand. Het motorblok was teruggetuned van 51 naar 45 pk. Ze was voorzien van een Amal Concentric-carburateur voor soepeler gebruik op de weg en uiteraard voorzien van verlichting, kickstarter, snelheidsmeter, een sportief duozadel, grotere spatborden en een aluminium olietank en benzinetank. De machine kreeg het Mk III-brugframe. Seeley werkte toen al samen met Gordon Blair van de Queen's Universiteit van Belfast die de uitlaat had ontwikkeld. De machine had - voor een 500cc-eencilinder - een hoge topsnelheid van 195 km/uur. Er waren plannen om de gelijkstroomdynamo te vervangen door een wisselstroomdynamo en de AMC-vierversnellingsbak te vervangen door een Seeley-vijfversnellingsbak. Dat kwam er echter niet meer van. Toen er zeven exemplaren gebouwd waren bleek de machine onverkoopbaar. Met een exportprijs van 2.860 pond was het de duurste Britse productiemotor.

### QUB-Seeley 250, 500 en URM 500
In 1969 ging Seeley een samenwerking aan met dr. Gordon Blair van het Mechanical Engineering Department van de Queen's Universiteit van Belfast. Blair, die voor Seeley al een megafoonuitlaat had ontwikkeld, had al in 1967 op de universiteit samen met M. Johnston en laborant en motorcoureur Ray McCullough een eigen watergekoelde tweecilindertweetaktmotor gebouwd. In 1969 was het tijd een rijklare machine te maken. Het frame daarvoor werd door Seeley gebouwd. Blair had intussen ook een veel eenvoudiger luchtgekoelde 500cc-eencilinder gebouwd, die ook van een Seeley-frame werd voorzien. Die machine werd gereden in de North West 200 door Brian Steenson, een goed coureur maar ook medewerker van de universiteit. Steenson reed zelf met een Seeley 7R in de 350cc-klasse en met een Seeley G50 in de 500cc-klasse. In het seizoen 1970 werd hij vijfde in de 500cc-GP van Frankrijk, maar op 17 juni overleed hij in Nobles Hospital in Douglas nadat hij op 12 juni tijdens de Senior TT gevallen was. Seeley bouwde ook een motorcrossframe voor Blair. Die motor werd "URM" genoemd (Ulster Racing Motorcycles) en werd gereden door Robert Wilkinson. De samenwerking duurde echter niet lang, volgens Seeley omdat "Blair een academicus was en ik een zakenman". De tweede versie van de URM werd in een Maico-frame gemonteerd. Gordon Blair zou later het merk Greeves helpen bij de ontwikkeling van de 380cc-crossmotor. 

### Seeley-URS
De Duitser Helmut Fath werd in het WK-seizoen 1968 wereldkampioen in de zijspanrace met zijn zelf ontwikkelde URS-viercilinderviertaktmotor, genoemd naar zijn geboorteplaats URSenbach. Die motor had hij eerst getest in een Seeley-frame met coureur John Blanchard. Aanvankelijk ging dat heel goed: Blanchard startte als laatste in de Ulster Grand Prix, maar finishte als vierde. Gedurende het seizoen ontstonden er echter problemen. Na een aantal valpartijen legde Blanchard de schuld bij de te laag gemonteerde uitlaten en bovendien vond hij de gemonteerde trommelrem in het voorwiel niet goed genoeg. Seeley liet door Lockheed een schijfrem monteren maar daardoor ontstond nog meer ruzie. Helmut Fath was van al deze drukte niet gediend en haalde zijn motorblok terug, waardoor er een einde kwam aan het Seeley-URS project.

### Seeley-Norton Commando
In 1969 besloot Seeley zijn klantenaanbod uit te breiden met een 750cc-machine gebaseerd op de nieuwe Norton Commando. Norton zelf was van het beroemde en goed sturende Featherbed frame afgestapt vanwege de hevige trillingen van de 750cc-motor. Het had het nieuwe Isolastic-systeem toegepast, waarbij het motorblok in rubbers was opgehangen. Voor motorcoureurs was dat comfort van minder belang. Zij stelden, nu de 750cc-raceklasse aan populariteit aan het winnen was, meer belang in een laag gewicht en goede stuureigenschappen. Seeley gebruikte het Mk III-frame van de Seeley 7R en de Seeley G50, een ingekorte Norton Manx-telescoopvork met daarin een dubbele simplexrem. De machine werd min of meer overbodig toen Norton in 1971 de Commando Production Racer uitbracht. Seeley bleef wel nog frames voor de Commando bouwen, voor sportieve rijders die een goed sturende machine wilden. Daarvoor werden echter weer dubbele wiegframes gemaakt. 

### Seeley-Triumph Trident
Als snel na het verschijnen van de Triumph Trident bouwde Seeley vanaf 1969 frames voor klanten van deze machines. Hij voorzag ze niet alleen van nieuwe frames, maar monteerde ook al schijfremmen. Triumph zou dat pas in 1971 op de T150 Trident Racer en in 1973 op de T150 V Trident doen.

### Seeley Ducati 500 GP en 750 Corsa Imola
Eind jaren zestig zocht Ducati een antwoord naar de vraag voor zwaardere (750 cc) motorfietsen. Het zwaarste model was tot dat moment de Ducati 450 Mark 3 Desmo die slechts 25 pk leverde. Enkele mislukte maar dure prototypen hadden ertoe geleid dat het bedrijf in 1969 door de staat was overgenomen. De aangestelde directie was echter vooruitstrevend en Ir. Fabio Taglioni kreeg niet alleen toestemming om een nieuwe 750cc-L-twin te ontwerpen, maar ter promotie ook een raceprogramma op te zetten. Daarom bouwde hij als eerste een 500cc-machine met enkele bovenliggende nokkenassen die door koningsassen werden aangedreven en vier maanden later was ook de 750cc-versie klaar. Het oorspronkelijke frame van Verlicchi voldeed niet en daarom nam Taglioni Colin Seeley in de arm. Die bouwde de frames voor beide motoren. De 500cc-racer werd geen succes, overschaduwd door de nieuwe tweetakten als de Suzuki TR 500 en de Kawasaki H 1 R, maar Paul Smart en Bruno Spaggiari werden met de 750cc-machine eerste en tweede in de 200 Mijl van Imola van 1972. Uiteindelijk verbeterde Ducati het frame van Seeley, maar wel nog steeds met veel kenmerken van het origineel. 

### Yamsel
In 1971 waren de mogelijkheden van de Matchless G50 en de AJS 7R-blokken al jaren uitgeput. Privérijders hadden in de 500cc-klasse veelal gekozen voor opgevoerde straatmotoren met tweetaktmotoren, zoals de Suzuki T 500 en de Kawasaki K 1 500 Mach III, waarvoor de fabriek zelfs een opvoerkit leverde. Tommy Robb had in het seizoen 1970 nog goed gepresteerd met zijn 500cc-Seeley en was als vierde in het WK geëindigd. In de 350cc-klasse was de situatie nog duidelijker: achter de oppermachtige MV Agusta 350 3C van Giacomo Agostini en de Benelli 350 4C van Kel Carruthers en Renzo Pasolini waren het Yamaha TR 2's die de dienst uitmaakten. Seeley scoorde geen enkel punt in de 350cc-klasse. In het seizoen 1971 was een aantal coureurs echter overgestapt op een 350cc-Yamaha TR 2 B in een Seeley-frame, nadat John Cooper hen was voorgegaan. Dit frame was een dubbel wiegframe dat veel overeenkomsten had met het Mk II-frame. Zo ontstonden de Yamsels (Yamaha-Seeley). De Nederlander Theo Bult eindigde als vierde in het 350cc-WK, de Brit Tony Jefferies werd negende. Met de komst van de Yamaha TR 3 in 1972 waren de Seeley-frames niet echt meer nodig. Die machine was zo snel dat hij zelfs in de 500cc- en de 750cc-klasse goed kon meekomen. 

### Seeley-Suzuki
Al in 1970 bouwde Seeley een frame voor de Suzuki T 500 die Jack Findlay had aangeschaft na teleurstellende resultaten met zijn Seeley G50. In 1971 volgde ook Barry Sheene. Toen de raceversie van deze machine verscheen, de TR 500, bouwde Seeley daar ook frames voor. Hetzelfde deed hij met de watergekoelde driecilinder Suzuki GT 750 en diens raceversie, de TR 750. 

### Samenwerking met Brabham
In 1972 was de productie van Seeley-frames sterk gedaald. Colin Seeley ging samenwerken met Bernie Ecclestone, die hij al sinds zijn jeugd kende. Hij werkte voor Ecclestone's Formule 1-team Motor Racing Developments Ltd. (Brabham) om de productie van zijn frames te bekostigen. 

### Einde bedrijf
Ondanks de samenwerking met Bernie Ecclestone kon Seeley zijn bedrijf niet overeind houden. De fabriek werd in 1973 gesloten. 

### Seeley-Honda
Daarmee was zijn framebouwcarrière echter nog niet voorbij. In 1975 kreeg hij een verzoek van Honda om een aantal frames te bouwen voor de CB 750 Four. Het werd een succes en Honda vroeg hem om 150 Honda CB 750 F2's om te bouwen tot replica's van de machine waarmee Phil Read de Formula One TT van 1977 had gewonnen. Een ander project met frames voor trialmotoren met het eencilinderblok van de Honda TL 200 werd na 300 exemplaren afgebroken omdat het een financiële strop opleverde.

## Norton Rotary
In 1992 was Colin Seeley betrokken bij de bouw van de Norton NRS 588. Norton was al in 1981 begonnen met proeven met een 588cc-wankelmotor voor de politie, de Norton Interpol P39. Later volgden toermodellen en in 1988 de Norton RC 588-raceversie. Die werd in 1989 gevolgd door een watergekoelde versie, de RCW 588. De NRS 588 uit 1992 was de laatste Wankel-racer die Norton maakte. Seeley was in elk geval betrokken bij de ontwikkeling van het frame, dat niet meer uit buizen bestond, maar uit aluminium-kokerbalken. Het had sterke overeenkomsten met het Deltabox-frame van Yamaha. 

## Aftermarket frames
Seeley produceerde ook aftermarket-frames voor allelei motorfietsen, aanvankelijk voornamelijk de Triumph Trident en de Norton Commando. Toen de Honda CB 750 Four op de markt kwam werd die al snel gevolgd door andere snelle Japanse motorfietsen, zoals de Kawasaki Z 1 900 en de Suzuki GS 750. Deze machines waren betaalbaar, betrouwbaar en snel, maar hun stuurkwaliteiten waren beneden het niveau van voornamelijk Italiaanse motorfietsen van Ducati en Moto Guzzi. Klanten die wat extra geld te besteden hadden losten dit op door frames van specialisten te monteren: Rickman Brothers, Georges Martin, Nico Bakker en Seeley.

## Replica's
In de jaren tachtig begonnen Classic-races populair te worden. Zelfs "gepensioneerde" coureurs vonden het leuk om het met klassieke motoren tegen elkaar op te nemen. Dat betrof dan veelal de Norton Manx en de Matchless G50, maar soms ook de minder sterke BSA Gold Star. De eerste Seeley-frames waren feitelijk voor de Matchless gemaakt en daarom was het interessant - nu Seeley was gestopt - om replica-frames te gaan maken. Onder meer Roger Titchmarsh hield zich hiermee bezig. Zijn producten maakten het mogelijk om ook de BSA's van een goed sturend frame te voorzien. In Nederland gebruikte aanvankelijk A3 Racing (Adrie van Balen en Ton Groot) deze frames, waarmee Groot zelf racete, maar onder andere ook Rob Bron. John Cronshaw werd tien keer Brits kampioen met een ABSAF-BSA Gold Star. Dat bracht Phil Read er in 2003 toe ook zo'n machine bij ABSAF in Appingedam te laten bouwen.  

## Technische gegevens
| Seeley-                | AMC                                           | AMC                                           | AMC                                     | AMC                                     | AMC                                   |                                       |
| Seeley-                | AJS 7R                                        | Matchless G50                                 | 7R                                      | G50                                     | Condor                                |                                       |
| ---------------------- | --------------------------------------------- | --------------------------------------------- | --------------------------------------- | --------------------------------------- | ------------------------------------- | ------------------------------------- |
| Periode                | 1966                                          | 1966                                          | 1967-1971                               | 1967-1972                               | 1971                                  |                                       |
| Categorie              | Productieracer                                | Productieracer                                | Productieracer                          | Productieracer                          | Caféracer                             |                                       |
| Motortype              | OHC                                           | OHC                                           | OHC                                     | OHC                                     | OHC                                   |                                       |
| Bouwwijze              | Dwarsgeplaatste eencilinder                   | Dwarsgeplaatste eencilinder                   | Dwarsgeplaatste eencilinder             | Dwarsgeplaatste eencilinder             | Dwarsgeplaatste eencilinder           |                                       |
| Koeling                | Lucht                                         | Lucht                                         | Lucht                                   | Lucht                                   | Lucht                                 |                                       |
| Boring                 | 75,5 mm                                       | 90 mm                                         | 75,5 mm                                 | 90 mm                                   | 90 mm                                 |                                       |
| Slag                   | 78 mm                                         | 78 mm                                         | 78 mm                                   | 78 mm                                   | 78 mm                                 |                                       |
| Cilinderinhoud         | 349,2 cc                                      | 496,2 cc                                      | 349,2 cc                                | 496,2 cc                                | 496,2 cc                              |                                       |
| Carburateur(s)         | Amal GP 1 3/16                                | Amal GP 1½                                    | Amal GP 1 3/16                          | Amal GP 1½                              | Amal Concentric 1½                    |                                       |
| Ontsteking             | Lucas magneet                                 | Lucas magneet                                 | Lucas magneet                           | Lucas magneet                           | Lucas magneet                         |                                       |
| Smeersysteem           | Dry-sump                                      | Dry-sump                                      | Dry-sump                                | Dry-sump                                | Dry-sump                              |                                       |
| Compressieverhouding   | 12,2:1                                        | 11,5:1                                        | 12,2:1                                  | 11,5:1                                  | 9:1                                   |                                       |
| Max. Vermogen          | 42 pk bij 7.800 tpm                           | 51 pk bij 7.200 tpm                           | 42 pk bij 7.800 tpm                     | 51 pk bij 7.200 tpm                     | 45 pk bij 6.500 tpm                   |                                       |
| Startmethode           | Duwstart                                      | Duwstart                                      | Duwstart                                | Duwstart                                | Kickstarter                           |                                       |
| Topsnelheid            | 190 km/uur                                    | ca. 215 km/uur                                | 190 km/uur                              | ca. 215 km/uur                          | 190 km/uur                            |                                       |
| Primaire aandrijving   | Ketting                                       | Ketting                                       | Ketting                                 | Ketting                                 | Ketting                               |                                       |
| Koppeling              | Meervoudige droge plaat                       | Meervoudige droge plaat                       | Meervoudige droge plaat                 | Meervoudige droge plaat                 | Meervoudige droge plaat               |                                       |
| Versnellingen          | 4 (AMC)                                       | 4 (AMC)                                       | 4 (AMC)                                 | 4 (AMC)                                 | 4 (AMC)                               |                                       |
| Secundaire aandrijving | Ketting                                       | Ketting                                       | Ketting                                 | Ketting                                 | Ketting                               |                                       |
| Rijwielgedeelte        | Dubbel wiegframe                              | Dubbel wiegframe                              | Dubbel wiegframe, Vanaf 1968: Brugframe | Dubbel wiegframe, Vanaf 1968: Brugframe | Brugframe                             |                                       |
| Voorvork               | Telescoopvork                                 | Telescoopvork                                 | Telescoopvork                           | Telescoopvork                           | Telescoopvork                         |                                       |
| Achtervork             | Swingarm                                      | Swingarm                                      | Swingarm                                | Swingarm                                | Swingarm                              |                                       |
| Voorrem                | Trommelrem                                    | Trommelrem                                    | Trommelrem                              | Trommelrem                              | Trommelrem                            |                                       |
| Achterrem              | Trommelrem                                    | Trommelrem                                    | Trommelrem                              | Trommelrem                              | Trommelrem                            |                                       |
| Seeley-                | QUB                                           | QUB                                           | QUB                                     | Fath                                    | Triumph                               | Triumph                               |
| Seeley-                | 250                                           | 500                                           | URM 500                                 | URS                                     | Trident                               | Trident                               |
| Periode                | 1969                                          | 1969-1971                                     | 1969                                    | 1969                                    | 1969-1971                             | 1969-1971                             |
| Categorie              | Prototype- wegracer                           | Prototype- wegracer                           | Prototype- crossmotor                   | Prototype- wegracer                     | Caféracer                             | Productieracer                        |
| Motortype              | Tweetakt                                      | Tweetakt                                      | Tweetakt                                | DOHC                                    | OHV                                   | OHV                                   |
| Bouwwijze              | Dwarsgeplaatste tweecilinderlijnmotor         | Dwarsgeplaatste eencilinder                   | Dwarsgeplaatste eencilinder             | Dwarsgeplaatste viercilinderlijnmotor   | Dwarsgeplaatste driecilinderlijnmotor | Dwarsgeplaatste driecilinderlijnmotor |
| Koeling                | Water                                         | Lucht                                         | Lucht                                   | Lucht                                   | Lucht                                 | Lucht                                 |
| Boring                 | 57 mm                                         | 91 mm                                         | 91 mm                                   | 60 mm                                   | 67 mm                                 | 67 mm                                 |
| Slag                   | 48 mm                                         | 76 mm                                         | 76 mm                                   | 44 mm                                   | 70 mm                                 | 70 mm                                 |
| Cilinderinhoud         | 245,0 cc                                      | 494,3 cc                                      | 494,3 cc                                | 497,6 cc                                | 740,4 cc                              | 740,4 cc                              |
| Carburateur(s)         | Amal injectie                                 | Amal Concentric                               | Amal Concentric 38 mm                   | NB                                      | 3 x Amal Concentric 27 mm             | 3 x Amal Concentric 27 mm             |
| Ontsteking             | Lucas transistor, later Motoplat elektronisch | Lucas transistor, later Motoplat elektronisch | Bosch- accu-bobine                      | Lucas accu-bobine                       | Lucas accu-bobine                     |                                       |
| Smeersysteem           | Mengsmering                                   | Mengsmering                                   | Mengsmering                             | Wet-sump                                | Dry-sump                              | Dry-sump                              |
| Compressieverhouding   | 15:1                                          | NB                                            | 7,5:1                                   | 9,5:1                                   | 9:1                                   | 9:1                                   |
| Max. Vermogen          | 55 pk bij 12.000 tpm                          | 65 pk bij 7.600 tpm                           | 40 pk bij 6.000 tpm                     | ca. 80 pk bij 13.000 tpm                | 65 pk bij 7.600 tpm                   | 65 pk bij 7.600 tpm                   |
| Startmethode           | Duwstart                                      | Duwstart                                      | Kickstarter                             | Duwstart                                | Kickstarter                           | Duwstart                              |
| Topsnelheid            | NB                                            | NB                                            | NB                                      | NB                                      | Ca. 200 km/uur                        | NB                                    |
| Primaire aandrijving   | Morseketting                                  | Ketting                                       | Ketting                                 | Tandwielen                              | Ketting                               | Ketting                               |
| Koppeling              | NB                                            | NB                                            | NB                                      | Meervoudige natte plaat                 | Enkelvoudige droge plaat              | Enkelvoudige droge plaat              |
| Versnellingen          | 5 (Albion)                                    | 5 (AMC)                                       | 5 (AMC)                                 | NB                                      | 4                                     | 4                                     |
| Secundaire aandrijving | Ketting                                       | Ketting                                       | Ketting                                 | Ketting                                 | Ketting                               | Ketting                               |
| Rijwielgedeelte        | Brugframe                                     | Brugframe                                     | Brugframe                               | Dubbel wiegframe                        | Dubbel wiegframe                      | Dubbel wiegframe                      |
| Voorvork               | Telescoopvork                                 | Telescoopvork                                 | Telescoopvork                           | Telescoopvork                           | Telescoopvork                         | Telescoopvork                         |
| Achtervork             | Swingarm                                      | Swingarm                                      | Swingarm                                | Swingarm                                | Swingarm                              | Swingarm                              |
| Voorrem                | Trommelrem                                    | Dubbele simplexrem                            | Dubbele simplexrem                      | 2 x schijfrem                           | Trommelrem                            | Schijfrem                             |
| Achterrem              | Trommelrem                                    | Trommelrem                                    | Trommelrem                              | Schijfrem                               | Trommelrem                            | Schijfrem                             |
| Seeley-                | Norton                                        | Ducati                                        | Ducati                                  | Yamsel                                  | Yamsel                                |                                       |
| Seeley-                | Commando 750                                  | 500 GP                                        | 750 Imola                               | 250                                     | 350                                   |                                       |
| Periode                | 1969-1972                                     | 1971                                          | 1971                                    | 1971-1972                               | 1971-1973                             |                                       |
| Categorie              | Productieracer                                | Fabrieksracer                                 | Prototype- fabrieksracer                | Productieracer                          | Productieracer                        |                                       |
| Motortype              | OHV                                           | OHC                                           | OHC                                     | Tweetakt                                | Tweetakt                              |                                       |
| Bouwwijze              | Dwarsgeplaatste paralleltwin                  | Dwarsgeplaatste L-twin                        | Dwarsgeplaatste L-twin                  | Dwarsgeplaatste tweecilinderlijnmotor   | Dwarsgeplaatste tweecilinderlijnmotor |                                       |
| Koeling                | Lucht                                         | Lucht                                         | Lucht                                   | Lucht                                   | Lucht                                 |                                       |
| Boring                 | 73 mm                                         | 74 mm                                         | 80 mm                                   | 56 mm                                   | 61 mm                                 |                                       |
| Slag                   | 89 mm                                         | 58 mm                                         | 74,4 mm                                 | 50 mm                                   | 59,6 mm                               |                                       |
| Cilinderinhoud         | 745,0 cc                                      | 498,9 cc                                      | 748,0 cc                                | 246,3 cc                                | 348,4 cc                              |                                       |
| Carburateur(s)         | 2 x Amal 930 Concentric                       | 2 x Dell'Orto SS 40 mm                        | 2 x Dell'Orto SS 40 mm                  | 2 x Mikuni VM32SC                       | 2 x Mikuni VM34SC                     |                                       |
| Ontsteking             | Lucas accu-bobine                             | Ducati accu-bobine, later elektronisch        | Ducati accu-bobine                      | Magneet                                 | Magneet                               |                                       |
| Smeersysteem           | Dry-sump                                      | Wet-sump                                      | Wet-sump                                | Mengsmering + Autolube                  | Mengsmering + Autolube                |                                       |
| Compressieverhouding   | 8,9:1                                         | 10,5:1                                        | 10:1                                    | 7,6:1                                   | 6,5:1                                 |                                       |
| Max. Vermogen          | 58 pk bij 6.800 tpm                           | 72 pk bij 11.000 tpm                          | 85 pk bij 8.800 tpm                     | 44 pk bij 10.000 tpm                    | Ca. 65 pk bij 10.000 tpm              |                                       |
| Startmethode           | Kickstarter                                   | Duwstart                                      | Duwstart                                | Duwstart                                | Duwstart                              |                                       |
| Topsnelheid            | Ca. 190 km/uur                                | Ca. 250 km/uur                                | Ca. 250 km/uur                          | NB                                      | NB                                    |                                       |
| Primaire aandrijving   | Ketting                                       | Tandwielen                                    | Tandwielen                              | Tandwielen                              | Tandwielen                            |                                       |
| Koppeling              | Meervoudige natte plaat                       | Meervoudige droge plaat                       | Meervoudige droge plaat                 | Meervoudige natte plaat                 | Meervoudige natte plaat               |                                       |
| Versnellingen          | 4, 5 of 6                                     | 6                                             | 6                                       | 5                                       | 5                                     |                                       |
| Secundaire aandrijving | Ketting                                       | Ketting                                       | Ketting                                 | Ketting                                 | Ketting                               |                                       |
| Rijwielgedeelte        | Brugframe                                     | Brugframe met dragend blok                    | Brugframe met dragend blok              | Dubbel wiegframe                        | Dubbel wiegframe                      |                                       |
| Voorvork               | Telescoopvork                                 | Telescoopvork                                 | Telescoopvork                           | Telescoopvork                           | Telescoopvork                         |                                       |
| Achtervork             | Swingarm                                      | Swingarm                                      | Swingarm                                | Swingarm                                | Swingarm                              |                                       |
| Voorrem                | Dubbele simplexrem                            | Schijfrem                                     | 2 x schijfrem                           | Trommelrem of schijfrem                 | Trommelrem of schijfrem               |                                       |
| Achterrem              | Trommelrem                                    | Trommelrem                                    | Trommelrem                              | Trommelrem                              | Trommelrem                            |                                       |
| Seeley-                | Suzuki                                        | Suzuki                                        | Suzuki                                  | Suzuki                                  | Honda                                 | Honda                                 |
| Seeley-                | T 500                                         | TR 500                                        | GT 750                                  | TR 750                                  | CB 750 K6                             | CB 750 F2                             |
| Periode                | 1972-1973                                     | 1972-1973                                     | 1975                                    | 1975                                    | 1975                                  | 1977                                  |
| Categorie              | Caféracer                                     | Productieracer                                | Caféracer                               | Productieracer                          | Caféracer                             | Sportmotor                            |
| Motortype              | Tweetakt                                      | Tweetakt                                      | Tweetakt                                | Tweetakt                                | OHC                                   | OHC                                   |
| Bouwwijze              | Dwarsgeplaatste tweecilinderlijnmotor         | Dwarsgeplaatste tweecilinderlijnmotor         | Dwarsgeplaatste driecilinderlijnmotor   | Dwarsgeplaatste driecilinderlijnmotor   | Dwarsgeplaatste viercilinderlijnmotor | Dwarsgeplaatste viercilinderlijnmotor |
| Koeling                | Lucht                                         | Lucht                                         | Water                                   | Water                                   | Lucht                                 | Lucht                                 |
| Boring                 | 70 mm                                         | 70 mm                                         | 70 mm                                   | 70 mm                                   | 61 mm                                 | 61 mm                                 |
| Slag                   | 64 mm                                         | 64 mm                                         | 64 mm                                   | 64 mm                                   | 63 mm                                 | 63 mm                                 |
| Cilinderinhoud         | 492,6 cc                                      | 492,6 cc                                      | 738,9 cc                                | 738,9 cc                                | 736,5 cc                              | 736,5 cc                              |
| Carburateur(s)         | 2 x Mikuni VM32SC                             | NB                                            | 3 x Mikuni VM32SC                       | 3 x Mikuni VM32SC                       | 4 x Keihin 26 mm                      | 4 x Keihin 28 mm                      |
| Ontsteking             | Elektronisch                                  | Elektronisch                                  | Accu-bobine                             | Thyristor                               | Accu-bobine                           | Accu-bobine                           |
| Smeersysteem           | Posi Force                                    | Posi Force                                    | CCI                                     | CCI                                     | Wet-sump                              | Wet-sump                              |
| Compressieverhouding   | 6,6:1                                         | NB                                            | 6,7:1                                   | NB                                      | 9,1:1                                 | 9,1:1                                 |
| Max. Vermogen          | 47 pk bij 7.000 tpm                           | 71,5 pk bij 8.000 tpm                         | 70 pk bij 6.500 tpm                     | 105-120 pk                              | 63 pk bij 8.000 tpm                   | 73 pk bij 9.000 tpm                   |
| Startmethode           | Kickstarter                                   | Duwstart                                      | Startmotor en kickstarter               | Duwstart                                | Startmotor en kickstarter             | Startmotor en kickstarter             |
| Topsnelheid            | 169 km/uur                                    | 248 km/uur                                    | 180 km/uur                              | 275 km/uur                              | ca. 200 km/uur                        | ca. 200 km/uur                        |
| Primaire aandrijving   | Tandwielen                                    | Tandwielen                                    | Tandwielen                              | Tandwielen                              | Ketting                               | Ketting                               |
| Koppeling              | Meervoudige natte plaat                       | Meervoudige natte plaat                       | Meervoudige natte plaat                 | Meervoudige natte plaat                 | Meervoudige natte plaat               | Meervoudige natte plaat               |
| Versnellingen          | 5                                             | 5                                             | 5                                       | 5                                       | 5                                     | 5                                     |
| Secundaire aandrijving | Ketting                                       | Ketting                                       | Ketting                                 | Ketting                                 | Ketting                               | Ketting                               |
| Rijwielgedeelte        | Dubbel wiegframe                              | Dubbel wiegframe                              | Dubbel wiegframe                        | Dubbel wiegframe                        | Dubbel wiegframe                      | Dubbel wiegframe                      |
| Voorvork               | Telescoopvork                                 | Telescoopvork                                 | Telescoopvork                           | Telescoopvork                           | Telescoopvork                         | Telescoopvork                         |
| Achtervork             | Swingarm                                      | Swingarm                                      | Swingarm                                | Swingarm                                | Swingarm                              | Swingarm                              |
| Voorrem                | Schijfrem                                     | Schijfrem                                     | Schijfrem                               | 2 x schijfrem                           | 2 x schijfrem                         | 2 x schijfrem                         |
| Achterrem              | Trommelrem                                    | Trommelrem                                    | Schijfrem                               | Schijfrem                               | Schijfrem                             | Schijfrem                             |